# Prétoire

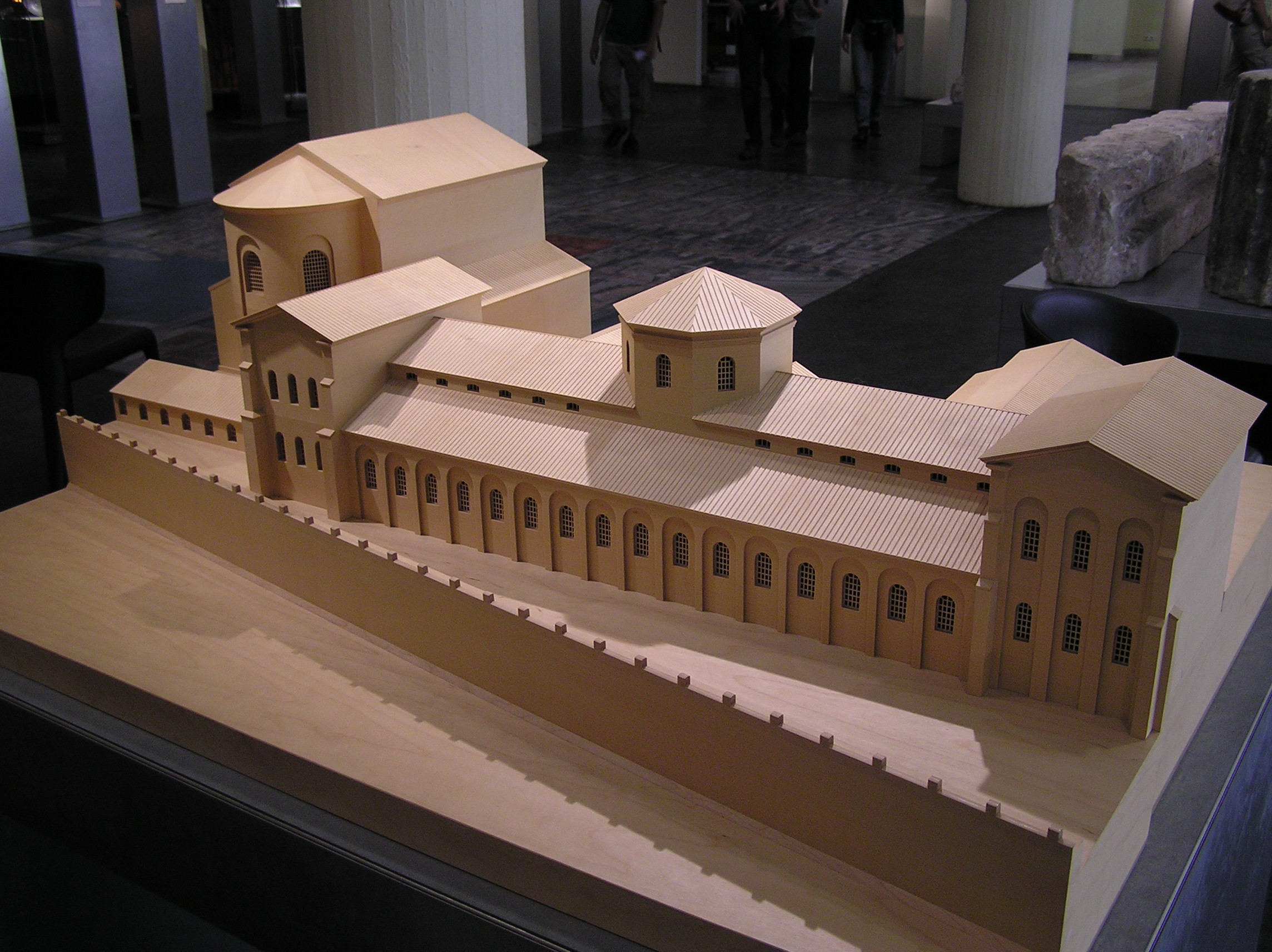
Maquette d'un prætorium à Cologne. Il s'étendait sur une surface de 3 hectares ½ et constituait un des bâtiments les plus importants de la Germanie inférieure.

Le prétoire (en latin prætorium, aussi écrit prœtorium ou pretorium, transcrit en grec πραιτώριον praitōrion) est étymologiquement l'endroit où se trouve le praetor (chef). Le mot peut être entendu sous divers sens.

## Sens originels

Plan d'un castra avec : 1 Prætorium 2 Via Prætoria 3 Via Principalis 4 Porta Principalis Dextra (Porte droite) 5 Porta Prætoria (Porte principale) 6 Porta Principalis Sinistra (Porte gauche) 7 Porta Decumana (Porte arrière)

Le Prétoire était à l'origine le nom du quartier général de la légion romaine. Le prétoire était en fait la tente du général en chef d'une armée ; il tire son nom directement des premiers temps de Rome où le consul qui commandait l'armée recevait le titre de « préteur » (en latin : prætor). La tente de ce dernier se trouvait dans une fortification romaine, un castra ou castellum. Le préteur (« le chef ») était à l'origine le titre donné au fonctionnaire le plus haut gradé de la République romaine, mais il est devenu plus tard une position subalterne du grade de consul. Sous la République, c'est dans le prétoire que se trouvaient les officiers et les licteurs chargés de protéger les consuls, ou un détachement protégeant le commandant du camp. La garde rapprochée du Général était connue sous le nom de cohors prætoriæ. Ces prétoriens sont à l'origine de la garde prétorienne de l'Empereur. 
Du temps d'Auguste, la tente de l'empereur dans le camp s'appelait prætorium augustale.
C'était également la demeure du procurateur (gouverneur) d'une province, l'endroit par conséquent où il rendait justice. 
Il y avait un prétoire dans toutes les villes de l'Empire romain.[réf. nécessaire] On peut voir les restes d'un prétoire en France dans la ville de Nîmes en Languedoc. 
Par la suite, on étendit cette expression à tout palais de roi ou de prince . 
Plus tard, on donna le nom de Prétoire aux magnifiques et luxueuses villas des nobles romains. Ces splendides maisons de campagne durant la période impériale étaient les lieux de villégiature des grandes familles romaines, où l'on faisait de prodigieuses dépenses.

## Sens biblique

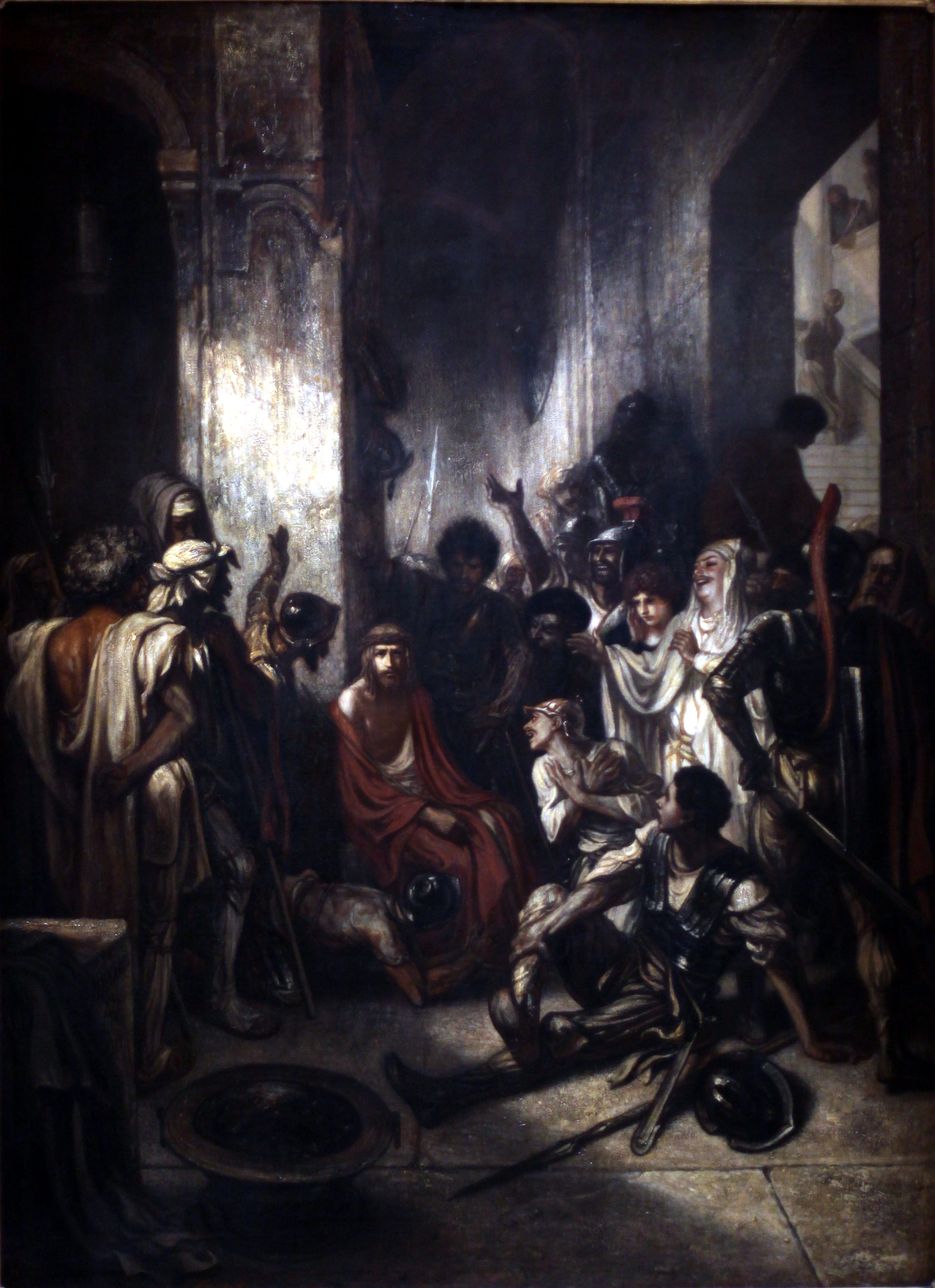
Le Christ au prétoire, 1847
Alexandre-Gabriel Decamps
Paris, Musée d'Orsay

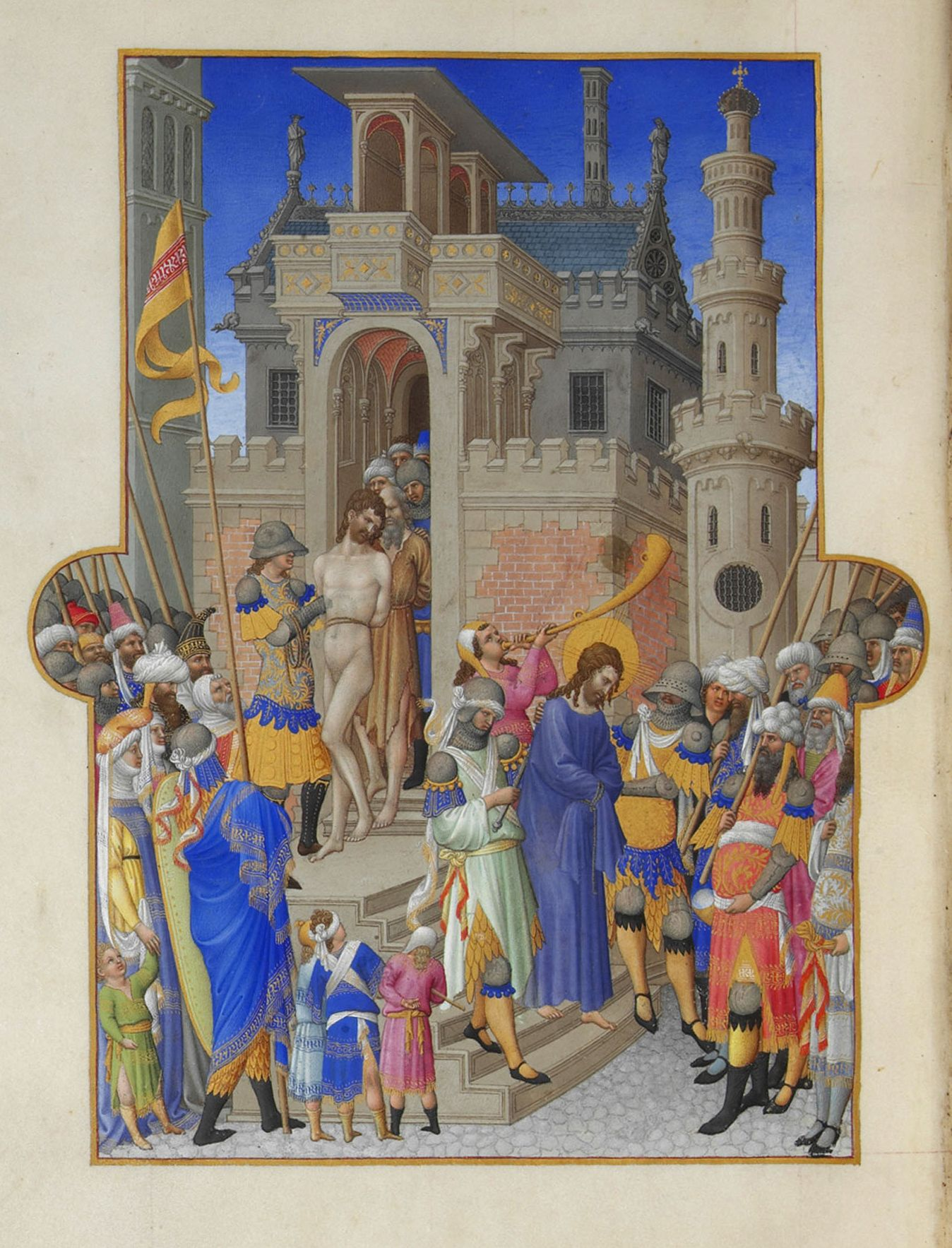
Le christ quittant le Prætorium, Les Très Riches Heures du duc de Berry, musée Condé, Chantilly, ms.65, f.146v

Dans le Nouveau Testament, prætorium désigne le palais de Ponce Pilate, le procurateur romain de Judée. Selon le Nouveau Testament, c'est le lieu où Jésus-Christ a été condamné à mort. Juste avant sa crucifixion, il fut emmené « dans l'intérieur de la cour, c'est-à-dire dans le prétoire » .
Une tradition chrétienne moderne identifie à tort ce lieu comme celui de la forteresse Antonia alors que le prétoire du gouverneur romain de Judée était le palais d'Hérode (en) à l'époque de Jésus.

## Sens juridique

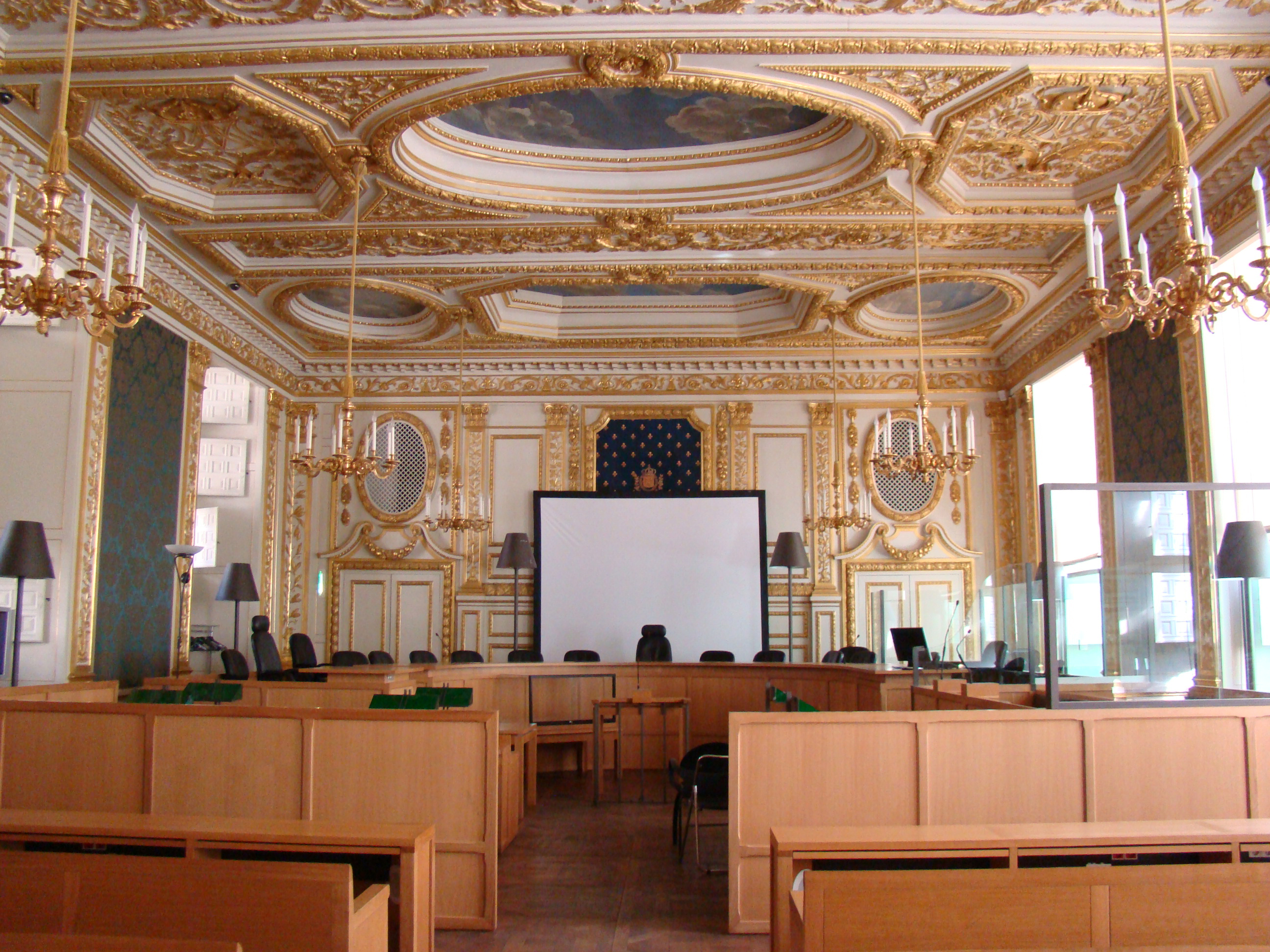
Salle d'audience de cour d'assises au palais du Parlement de Bretagne à Rennes, avec l'estrade de la cour, la table des juges, le banc des avocats de l'accusation, le banc de la partie civile, la barre des témoins, le banc des avocats de la défense et des accusés, et le banc de l'assistance.

Le terme est encore utilisé pour désigner les chambres de justice, dans les lieux où elle est rendue, même si cette dénomination n'a plus aucun caractère officiel. Aujourd'hui ce lieu désigne la « salle d'audience » d'un tribunal. Le terme est tiré du droit romain où la justice était rendue par le prætor. Par extension le mot est utilisé pour désigner le bâtiment du tribunal comme dans l'expression populaire « courir les prétoires ».  
Il est aussi employé pour désigner la commission de discipline des prisons françaises. Il est présidé par son directeur ou son représentant et y participent un assesseur membre du personnel de surveillance et un assesseur extérieur, simple citoyen français, habilité par le Président du Tribunal de Grande Instance, depuis la loi du 24 novembre 2009. Le détenu peut se faire assister d'un avocat grâce à la loi du 12 avril 2000.